# Josep Rabory

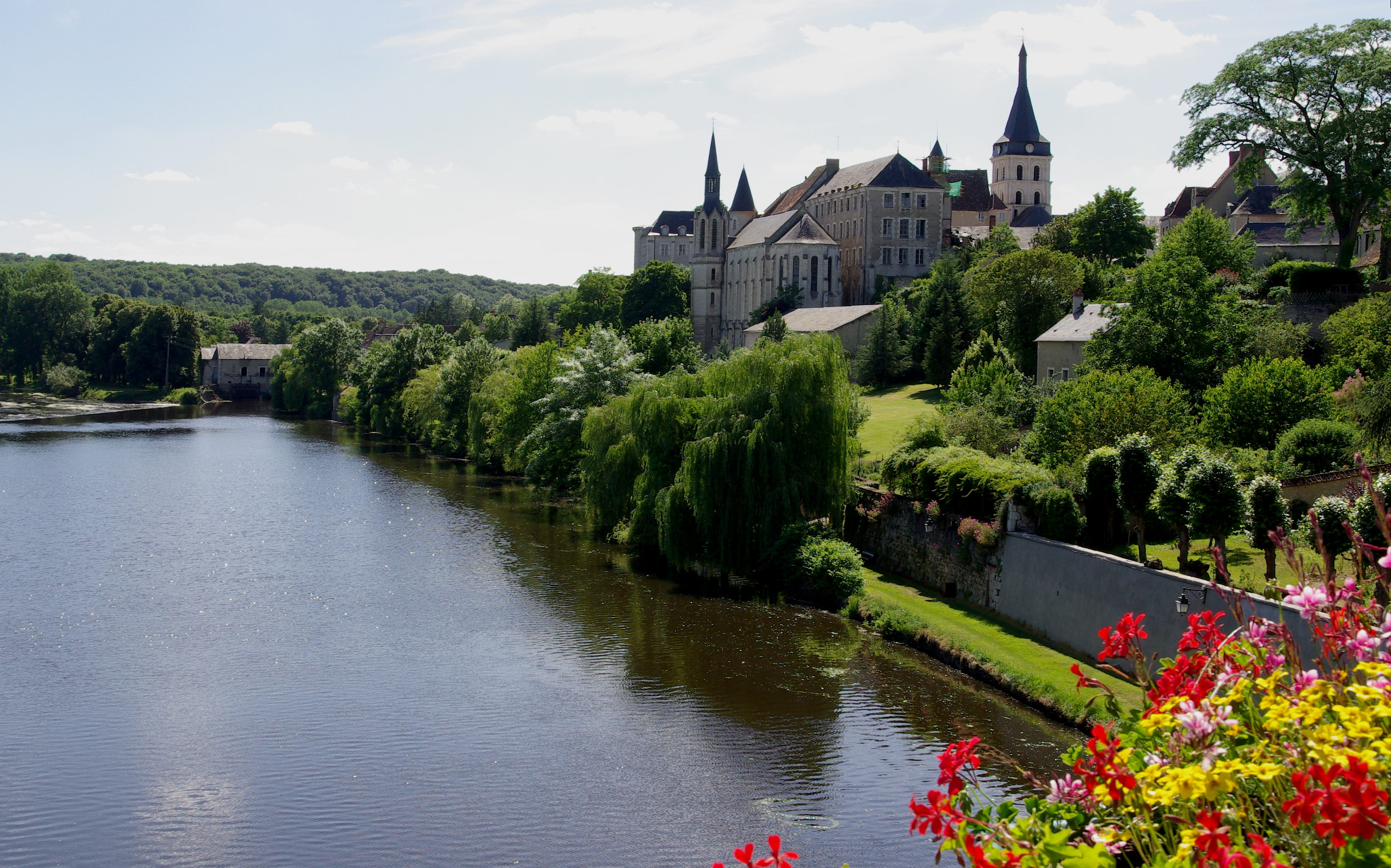
Col·legi de Château-Goutier, on s'educà J. Rabory

Josep Rabory (Barcelona, 1843 — Saragossa, 1916) fou un religiós franco-català.

## Biografia
Fills de pares francesos, passà els primers tres anys de la seva infantesa a la seva terra, passant després a França, on en el col·legi "Château-Goutier" i més tard al Seminari de Laval, en el qual el primer bisbe, Wicart, l'ordenà sacerdot el 26 de maig de 1866. Després de diversos anys de ministeri rebé la cogulla monàstica de mans de Prosper Guéranger a Solesmes; fill d'obediència, passà algun temps després a Santa Maria Magdalena de Marsella (avui Catedral de Marsella), fundada en aquells anys, i d'on tornà de bell nou a Solesmes, i més tard fou destinat a Sant Martí de Ligugé.
Al poc temps es va veure en la precisió d'abandonar el claustre i els seus treballs literaris per haver de socórrer els seus pares els quals es trobaven en una difícil situació, i sol·licitant l'oportuna dispensa tornà al ministeri parroquial en la diòcesi de Tours, sent capellà de Chisseaux, i capellà del Sagrat Cor de Marmoutier i quan aquestes religioses en sortiren, o fou de les agustines de Sant Luaus i, per acabar, prevere de Veigué. Una volta moriren els seus pares, de nou es refugià en el claustre, trobant asil al monestir de Nostra Senyora de Cogullada, a quatre km. de Saragossa, on el sorprengué la mort.

## Publicacions
És autor de:
- Ste. Françoise Romaine;
- La Princesse Louise de Bourbo- Condé;
- Le livre de la Lonange divine;
- Le Psamtier de la 1ª Communion;
- Vie de St. Martín;
- Histoire de Marmoutier (1910);
- Les espagnols d'autres fois (París, 1905);
- Cérémonial et Rituel des petites églises et oratoires (Tours, 1907);
- La confesión et communion des enfants (Tours, 1910), etc.

El 1892 a Ligugé contribuí a la fundació de l'Association i del Bulletin de St. Martín. Fou col·laborador molts anys de la Revue du Monde Catholique i de la Revue Catholique et Royaliste. Fins al de la primera guerra mundial fou corresponsal a Espanya del Univers i del Soleil. En el moment de la seva mort tenia en premsa una altra obra, Le livre de la Souf-France (París, 1917).